# Taró Asó
Taró Asó (japonsky: 麻生 太郎 Asó Taró; * 20. září 1940, Iizuka) je japonský politik a bývalý předseda vlády.

## Život
Je absolventem univerzity Gakušúin a studoval také na London School of Economics. Pracoval pro rodinnou společnost Aso Group v Brazílii a pak se věnoval těžbě diamantů v Sieře Leone, v letech 1973 až 1979 byl ředitelem Aso Group. Byl také funkcionářem nevládní organizace Junior Chamber International. V mládí se věnoval sportovní střelbě a reprezentoval Japonsko na Letních olympijských hrách 1976, kde obsadil ve skeetu 41. místo. Jeho velkou zálibou je manga.
Hlásí se k římskokatolické církvi. Jeho předkem byl samuraj Ókubo Tošimiči, iniciátor společenské modernizace v období Meidži. Asóva mladší sestra Nobuko se provdala za prince Tomohita, člena japonské císařské dynastie. 
Od roku 1979 je poslancem za Liberálně demokratickou stranu. V roce 2005 až 2007 byl ministrem zahraničních věcí během vlády Šinzó Aba a Džun'ičira Koizumiho. Premiérem byl zvolen 24. září 2008 a v září 2009 ho nahradil Jukio Hatojama. V druhé vládě Šinzó Abeho byl v letech 2012–2020 ministrem financí a vicepremiérem. Působil také ve vládě Jošihideho Sugy (2020–2021). V roce 2021 byl zvolen místopředsedou Liberálně demokratické strany, stojí také v čele stranické frakce Šikókai. Podle majetkového přiznání z roku 2022 je nejbohatším členem japonského parlamentu.
Asó se hlásí ke konzervativní a nacionalistické organizaci Nippon Kaigi. Skandál vyvolal jeho výrok, že Japonsko musí zůstat rasově čistou společností. V roce 2006 prohlásil, že by si přál, aby japonský císař mohl navštívit svatyni Jasukuni. Také se urážlivě vyjádřil o svém stranickém kolegovi Hiromu Nonakovi, který pocházel z nízké kasty burakumin.

## Osobní život
Asó se oženil s Čikako Suzuki, která v současné době slouží jako ředitelka skupiny Asó a je dcerou bývalého premiéra Zenkó Suzuki. Pár se vzal v roce 1983 a mají 2 děti, a to Masahira a Ajaka. Masahiro působil v Niwango, společnosti stojící za webovou stránkou poskytující služby pro sdílení videí, která byla v roce 2015 pohlcena společností Dwango. Asó je také starším bratrem Nobuky, princezny Tomohito z Mikasy a je tak strýcem princezny Akiko z Mikasy a princezny Jóko z Mikasy.

## Rodokmen
| Tošimiči Ókubo  | Tošimiči Ókubo  | Tošimiči Ókubo  | Tošimiči Ókubo  | Tošimiči Ókubo  | Tošimiči Ókubo  |        |        | Mičicune Mišima  | Mičicune Mišima  | Mičicune Mišima  | Mičicune Mišima  | Mičicune Mišima  | Mičicune Mišima  |               |               |               |               |          |          |              |              |              |              |              |              |        |        |              |              |              |              |                |                |                |                |                |                |
| Tošimiči Ókubo  | Tošimiči Ókubo  | Tošimiči Ókubo  | Tošimiči Ókubo  | Tošimiči Ókubo  | Tošimiči Ókubo  |        |        | Mičicune Mišima  | Mičicune Mišima  | Mičicune Mišima  | Mičicune Mišima  | Mičicune Mišima  | Mičicune Mišima  |               |               |               |               |          |          |              |              |              |              |              |              |        |        |              |              |              |              |                |                |                |                |                |                |
|                 |                 |                 |                 |                 |                 |        |        |                  |                  |                  |                  |                  |                  |               |               |               |               |          |          |              |              |              |              |              |              |        |        |              |              |              |              |                |                |                |                |                |                |
|                 |                 |                 |                 |                 |                 |        |        |                  |                  |                  |                  |                  |                  |               |               |               |               |          |          |              |              |              |              |              |              |        |        |              |              |              |              |                |                |                |                |                |                |
| Nobuaki Makino  | Nobuaki Makino  | Nobuaki Makino  | Nobuaki Makino  | Nobuaki Makino  | Nobuaki Makino  |        |        | Mineko           | Mineko           | Mineko           | Mineko           | Mineko           | Mineko           |               |               |               |               |          |          | Takiči Asó   | Takiči Asó   | Takiči Asó   | Takiči Asó   | Takiči Asó   | Takiči Asó   |        |        |              |              |              |              |                |                |                |                |                |                |
| Nobuaki Makino  | Nobuaki Makino  | Nobuaki Makino  | Nobuaki Makino  | Nobuaki Makino  | Nobuaki Makino  |        |        | Mineko           | Mineko           | Mineko           | Mineko           | Mineko           | Mineko           |               |               |               |               |          |          | Takiči Asó   | Takiči Asó   | Takiči Asó   | Takiči Asó   | Takiči Asó   | Takiči Asó   |        |        |              |              |              |              |                |                |                |                |                |                |
|                 |                 |                 |                 |                 |                 |        |        |                  |                  |                  |                  |                  |                  |               |               |               |               |          |          |              |              |              |              |              |              |        |        |              |              |              |              |                |                |                |                |                |                |
|                 |                 |                 |                 |                 |                 |        |        |                  |                  |                  |                  |                  |                  |               |               |               |               |          |          |              |              |              |              |              |              |        |        |              |              |              |              |                |                |                |                |                |                |
|                 |                 |                 |                 | Jukiko          | Jukiko          | Jukiko | Jukiko | Jukiko           | Jukiko           |                  |                  | Šigeru Jošida    | Šigeru Jošida    | Šigeru Jošida | Šigeru Jošida | Šigeru Jošida | Šigeru Jošida |          |          | Taró Asó     | Taró Asó     | Taró Asó     | Taró Asó     | Taró Asó     | Taró Asó     |        |        |              |              |              |              |                |                |                |                |                |                |
|                 |                 |                 |                 | Jukiko          | Jukiko          | Jukiko | Jukiko | Jukiko           | Jukiko           |                  |                  | Šigeru Jošida    | Šigeru Jošida    | Šigeru Jošida | Šigeru Jošida | Šigeru Jošida | Šigeru Jošida |          |          | Taró Asó     | Taró Asó     | Taró Asó     | Taró Asó     | Taró Asó     | Taró Asó     |        |        |              |              |              |              |                |                |                |                |                |                |
|                 |                 |                 |                 |                 |                 |        |        |                  |                  |                  |                  |                  |                  |               |               |               |               |          |          |              |              |              |              |              |              |        |        |              |              |              |              |                |                |                |                |                |                |
|                 |                 |                 |                 |                 |                 |        |        |                  |                  |                  |                  |                  |                  |               |               |               |               |          |          |              |              |              |              |              |              |        |        |              |              |              |              |                |                |                |                |                |                |
| Ken'iči Jošida  | Ken'iči Jošida  | Ken'iči Jošida  | Ken'iči Jošida  | Ken'iči Jošida  | Ken'iči Jošida  |        |        | Kazuko           | Kazuko           | Kazuko           | Kazuko           | Kazuko           | Kazuko           |               |               |               |               |          |          | Takakiči Asó | Takakiči Asó | Takakiči Asó | Takakiči Asó | Takakiči Asó | Takakiči Asó |        |        | Zenkó Suzuki | Zenkó Suzuki | Zenkó Suzuki | Zenkó Suzuki | Zenkó Suzuki   | Zenkó Suzuki   |                |                |                |                |
| Ken'iči Jošida  | Ken'iči Jošida  | Ken'iči Jošida  | Ken'iči Jošida  | Ken'iči Jošida  | Ken'iči Jošida  |        |        | Kazuko           | Kazuko           | Kazuko           | Kazuko           | Kazuko           | Kazuko           |               |               |               |               |          |          | Takakiči Asó | Takakiči Asó | Takakiči Asó | Takakiči Asó | Takakiči Asó | Takakiči Asó |        |        | Zenkó Suzuki | Zenkó Suzuki | Zenkó Suzuki | Zenkó Suzuki | Zenkó Suzuki   | Zenkó Suzuki   |                |                |                |                |
|                 |                 |                 |                 |                 |                 |        |        |                  |                  |                  |                  |                  |                  |               |               |               |               |          |          |              |              |              |              |              |              |        |        |              |              |              |              |                |                |                |                |                |                |
|                 |                 |                 |                 |                 |                 |        |        |                  |                  |                  |                  |                  |                  |               |               |               |               |          |          |              |              |              |              |              |              |        |        |              |              |              |              |                |                |                |                |                |                |
| Princ Tomohito  | Princ Tomohito  | Princ Tomohito  | Princ Tomohito  | Princ Tomohito  | Princ Tomohito  |        |        | Princezna Nobuko | Princezna Nobuko | Princezna Nobuko | Princezna Nobuko | Princezna Nobuko | Princezna Nobuko |               |               | Taró Asó      | Taró Asó      | Taró Asó | Taró Asó | Taró Asó     | Taró Asó     |              |              | Čikako       | Čikako       | Čikako | Čikako | Čikako       | Čikako       |              |              | Šun'iči Suzuki | Šun'iči Suzuki | Šun'iči Suzuki | Šun'iči Suzuki | Šun'iči Suzuki | Šun'iči Suzuki |
| Princ Tomohito  | Princ Tomohito  | Princ Tomohito  | Princ Tomohito  | Princ Tomohito  | Princ Tomohito  |        |        | Princezna Nobuko | Princezna Nobuko | Princezna Nobuko | Princezna Nobuko | Princezna Nobuko | Princezna Nobuko |               |               | Taró Asó      | Taró Asó      | Taró Asó | Taró Asó | Taró Asó     | Taró Asó     |              |              | Čikako       | Čikako       | Čikako | Čikako | Čikako       | Čikako       |              |              | Šun'iči Suzuki | Šun'iči Suzuki | Šun'iči Suzuki | Šun'iči Suzuki | Šun'iči Suzuki | Šun'iči Suzuki |
|                 |                 |                 |                 |                 |                 |        |        |                  |                  |                  |                  |                  |                  |               |               |               |               |          |          |              |              |              |              |              |              |        |        |              |              |              |              |                |                |                |                |                |                |
|                 |                 |                 |                 |                 |                 |        |        |                  |                  |                  |                  |                  |                  |               |               |               |               |          |          |              |              |              |              |              |              |        |        |              |              |              |              |                |                |                |                |                |                |
| Princezna Akiko | Princezna Akiko | Princezna Akiko | Princezna Akiko | Princezna Akiko | Princezna Akiko |        |        | Princezna Jóko   | Princezna Jóko   | Princezna Jóko   | Princezna Jóko   | Princezna Jóko   | Princezna Jóko   |               |               |               |               |          |          |              |              |              |              |              |              |        |        |              |              |              |              |                |                |                |                |                |                |
| Princezna Akiko | Princezna Akiko | Princezna Akiko | Princezna Akiko | Princezna Akiko | Princezna Akiko |        |        | Princezna Jóko   | Princezna Jóko   | Princezna Jóko   | Princezna Jóko   | Princezna Jóko   | Princezna Jóko   |               |               |               |               |          |          |              |              |              |              |              |              |        |        |              |              |              |              |                |                |                |                |                |                |